# Nigeria i olympiska sommarspelen 1964
Nigeria deltog med 18 deltagare vid de olympiska sommarspelen 1964 i Tokyo. Totalt vann de en bronsmedalj.

## Medaljer

### Brons
- Nojim Maiyegun - Boxning, lätt mellanvikt.